# 耶馬溪町
耶馬溪町（やばけいまち、耶馬渓町）は、2005年2月28日まで大分県の北西部、下毛郡の中部にあった町。なお耶馬渓町は略字表記であり、官公庁の公式文書では耶馬溪町と表記する（隣接の中津市本耶馬渓町は「溪」ではなく、「渓」を使用している）。
平成17年3月1日、本耶馬渓町・山国町・三光村とともに中津市に編入され消滅した。現在は旧町域すべて中津市に属する。旧耶馬溪町の区域の住所の表記は「中津市耶馬溪町大字○○」となっている。以下、消滅前日までの情勢を記す。

## 地理
町の中央部を一級河川の山国川が貫通し、町の北端を福岡県と接している。町の中央部に耶馬溪ダムがあり、観光スポットとなっている。

## 歴史

### 近現代
- 1889年4月1日 - 町村制施行により、城井村・津民村・山移村・柿山村・下郷村が発足。
- 1925年9月1日 - 城井村から耶馬溪村（第一次）に改称。
- 1928年4月1日 - 柿山村から深耶馬溪村に改称。
- 1951年4月1日 - 津民村・下郷村・山移村が対等合併し、中耶馬溪村が発足。
- 1953年4月1日 - 耶馬溪村を中耶馬溪村に編入。
- 1953年9月1日 - 中耶馬溪村から耶馬溪村（第二次）に改称。
- 1954年3月31日 - 深耶馬溪村を耶馬溪村に編入。
- 1965年4月1日 - 耶馬溪村が町制施行。耶馬溪町となる。
- 2005年3月1日 - 耶馬溪町が中津市に編入され消滅。

## 交通

### 鉄道
町内を鉄道路線は通っていない。最寄りは、JR九州日豊本線中津駅。

### バス
- 大交北部バス

### 道路
- 国道212号

## 出身著名人
- 朝吹英二（実業家） - 三井系諸企業の役員を歴任
- 松原のぶえ - 演歌歌手
- 小池可奈 - アナウンサー